# 妄想彼女
『妄想彼女』（もうそうかのじょ）は、2015年5月23日から6月20日までの毎週土曜23:40 - 日曜0:05に、フジテレビ系の「土ドラ」枠で放送された、日本のテレビドラマ。
「土ドラ」枠（第2期）の第2弾作品。主演は恋愛ドラマ初主演の広瀬アリスと浅利陽介。

## あらすじ
恋愛経験が無い青年・高島圭佑は、自身の妄想で作り上げた理想の彼女・はるとの生活をSNSに投稿していた。ところがある日、妄想であるはずの彼女・はるが現実になって現れ、しかも自分の妄想通りに行動してくれるのだ。突然の事態に慌てる圭佑の恋の行方は？

## キャスト
はる
演 - 広瀬アリス
本作のヒロイン。圭佑の前に、突如現れた”妄想彼女”。美人で、明るく優しい性格。圭佑がSNSデート日記に自分のことを書くと、その通りに動いてくれる。
高島圭祐
演 - 浅利陽介
本作の主人公。28歳→29歳。WEBライター。誕生日：4月1日。ブログに、妄想の恋人とのデートを綴った『妄想彼女』を書いているが、ある日突然妄想であるはずの彼女・はるが現れて戸惑う。
鎌倉由紀
演 - 木南晴夏
圭佑の親友。28歳。圭祐とは趣味が合い、何でも話せる間柄だったが、彼に突然現実の彼女ができて複雑な心境に。
安西晃平
演 - 丸山智己
圭佑の『妄想彼女』を出版してくれた編集者。35歳。仕事以外でも圭佑を支えてくれる。
伊藤琢磨
演 - 鈴木勝大
由紀の元恋人。24歳。純朴で真面目そうな美男子だが、実は由紀への未練が残っており、彼女にアプローチをしている。
女子アナ
演 - 三宅ひとみ

## スタッフ
- 原案 - 地主恵亮『妄想彼女-頭の中で作りあげた僕の彼女』（鉄人社刊）
- 脚本 - 大野敏哉
- プロデュース - 後藤庸介
- 演出 - 後藤庸介、淵上正人
- 音楽 - KOSEN
- 主題歌 - SAKANAMON「TSUMANNE」
- 編成企画 - 清水麻利子
- 制作 - フジテレビ、共同テレビ
- 制作・著作 - 共同テレビ

## 放送日程
| 話数  | 放送日  | サブタイトル                   | 視聴率 |
| ----- | ------- | ------------------------------ | ------ |
| 第1話 | 5月23日 | 妄想デート男に理想の彼女出現!? |        |
| 第2話 | 5月30日 | カンペキな彼女と理想のデート!? |        |
| 第3話 | 6月13日 | 妄想男ついに結婚!?             |        |
| 第4話 | 6月20日 | 真実の恋!                      |        |

6月6日は『カノジョは嘘を愛しすぎてる』（『土曜プレミアム』枠。『AKB48総選挙SP2015』中継により1時間繰り下げ、10分拡大）放送のため休止。